# L'Isle-Arné
L'Isle-Arné è un comune francese di 130 abitanti situato nel dipartimento del Gers nella regione dell'Occitania.

## Società

### Evoluzione demografica
Abitanti censiti